# Eggerberg
Eggerberg é uma comuna da Suíça, no Cantão Valais, com cerca de 343 habitantes. Estende-se por uma área de 6,00 km², de densidade populacional de 63,5 hab/km².  Confina com as seguintes comunas: Ausserberg, Baltschieder, Lalden, Mund. 
A língua oficial nesta comuna é o Alemão.